# Jesús Ventura
 Jesús Ventura (Zaragoza, España, 1882-Colombia, 28 de agosto de 1974) cuyo nombre completo era Jesús Ventura Lafuente, fue un compositor, musicólogo y director de orquesta, autor de zarzuelas y de la música del famoso tango A la gran muñeca.

## Carrera profesional
Trabajó como músico en España, donde tuvo su propio conservatorio musical en Madrid. Viajó a Argentina con una compañía de zarzuelas y permaneció varios años trabajando en este país para luego emigrar a Colombia donde se estableció definitivamente. Desde 1928 dirigió la Orquesta Metropolitana en Bogotá y realizó una importante labor musical y docente, dirigiendo, entre otros artistas, al cantante lírico Luis Carlos García.

## A la gran muñeca
La revista de sátira política y de actualidades A la gran muñeca (bazar y juguetería) escrita por Miguel F. Osés con música del maestro Ventura que tuvo gran éxito. Ricardo García Blaya dice que el estreno fue en el desaparecido Teatro Buenos Aires, sito en la calle Cangallo (hoy, Tte. Gral Perón) en la cuadra que luego fue demolida para construir la avenida 9 de Julio, el 1 de agosto de 1919  García Jiménez afirma que la compañía que la estrenó fue la de Muiño-Alippi. Otros autores dicen que el estreno fue en 1918 por la compañía Vittone-Pomar. 
García Jiménez afirma que La gran muñeca  era, simplemente, el nombre que el autor había dado al bazar y juguetería donde supuestamente transcurría la acción y descartó dos hipótesis que circularon acerca del origen del título de la obra: una según la cual era en homenaje al hombre del turf y político Carlos Pellegrini, caracterizado por su “gran muñeca” en la actividad política y cuyo stud tenía justamente ese nombre, y la otra según la cual estaba referida al jinete profesional Domingo Torterolo muy afamado por sus triunfos en esa época. 
La obra proponía un bazar y juguetería en el que los muñecos cobraban vida y eran interpretados por los actores. Estaba presente en la mente de los autores el reciente éxito que había obtenido Manolita Poli cantando el tango Mi noche triste en el sainete Los dientes del perro, por lo cual buscaron una canción que pudiera replicar aquel suceso. 
Según las indicaciones del libreto, en la segunda escena del cuarto cuadro están en escena los personajes Experiencia y Optimista. Sale Milonga seguida por El que ruega un ademán; Milonga con un gesto de desdén lo aparta y mutis (salida del escenario) y él va tras Milonga. El personaje Collar de Perlas —Manolita Poli— entra tras ellos cantando en dirección a los dos:

Yo te he visto pasar por la acera
con un gesto de desolación
y al pasar no miraste siquiera
que entendía tu desolación.

La música de Ventura mereció muchos elogios y la letra del tango se hizo popular pero a poco cayó en el olvido. Grabada la obra por Lomuto en 1936, fue Carlos Di Sarli quien a mediados de la década de 1940 la incorporó a su repertorio, la grabó en tres ocasiones, 1945, 1951 y 1954, y la convirtió en un clásico.
Dice García Blaya que A la gran muñeca es una página mayúscula del género, si bien casi no fue cantada salvo unas pocas excepciones, pues las grabaciones de ese bello tango son en su mayoría en versión instrumental. Agrega que Osés tuvo el raro privilegio de participar en la creación de un clásico, el tango A la gran muñeca —la única pieza suya que se conoce—, sin duda una página mayúscula del género, como autor de una letra que, paradójicamente, casi no fue cantada salvo unas pocas excepciones, pues las grabaciones de ese bello tango son en su mayoría en versión instrumental.
Falleció en Colombia el 28 de agosto de 1974.